# Vince McMahon
 Der er for få eller ingen kildehenvisninger i denne artikel, hvilket er et problem. Du kan hjælpe ved at angive troværdige kilder til de påstande, som fremføres i artiklen.

Vincent Kennedy McMahon (født 24. august 1945) er en amerikansk wrestlingpromotor, tidligere wrestler og tv-kommentator. McMahon er bestyrelsesformand og administrerende direktør i wrestlingorganisationen World Wrestling Entertainment (WWE), som han overtog fra sin far i 1980.
Efter WWE's opkøb af World Championship Wrestling (WCW) og Extreme Championship Wrestling (ECW) i 2001 blev Vince McMahon ejer af den eneste tilbageværende store amerikanske wrestlingorganisation i USA (indtil Total Nonstop Action Wrestling (TNA) og Ring of Honor udvidede og blev nationale i 2002). 
Hans gimmick på tv er i rollen som Mr. McMahon, der er baseret på hans eget liv. I WWE har han tidligere vundet organisationens VM-titel, WWE Championship, samt ECW Championship. I 1999 vandt han den traditionsrige Royal Rumble match. 
Privat er Vince McMahon gift med Linda McMahon, der indtil 2009 fungerede som WWE's administrerende direktør. Parret har to børn, Shane og Stephanie McMahon, der begge har været wrestlere. McMahons svigersøn er den 13-dobbelte verdensmester Triple H.

## Forretningskarriere

### World Wide Wrestling Federation (1969-1979)
Vince McMahon mødte først sin far, da han var fyldt 12 år, fordi hans far havde forladt familien, mens Vince McMahon stadig var et spædbarn. Hans far var promotor i wrestlingorganisationen Capitol Wrestling Corporation, og Vince McMahon blev interesseret i at følge i faderens fodspor. Han ønskede også at blive wrestler, men det fik han ikke lov til af sin far. Hans far forklarede, at promotorer ikke viste sig på tv-skærmen og skulle holde sig fra wrestlerne. 
Efter at blive færdiguddannet fra East Carolina University fik han sin debut i World Wide Wrestling Federations All-Star Wrestling i 1969, hvor han fungerede som ring-speaker. I 1971 fik han lov til at sammensætte kampprogrammet i et mindre terrorium i delstaten Maine. Samme år blev han tv-kommentator på WWWF's ugentlige tv-programmer, og han forblev i denne rolle indtil november 1997.
I løbet af 1970'erne blev Vince McMahon en dominerende faktor i sin fars wrestlingorganisation. Han fik tredoblet antallet af husstande, der kunne modtage tv-programmerne, og han pressede på med at få WWWF omdøbt til World Wrestling Federation (WWF). I 1979 købte han Cape Cod Coliseum, hvor han afviklede hockeykampe og koncerter ud over wrestlingshows. I 1980 blev han WWF's bestyrelsesformand, og organisationen blev til et aktieselskab. Som 37-årig overtog Vince McMahon sin fars virksomhed, og han og konen Linda McMahon styrede WWF derfra. I maj 1984 døde Vince McMahons far. 

### World Wrestling Federation / Entertainment (1982-nu)

#### Wrestlingboom i 1980'erne
Da Vince McMahon købte WWF af sin far, blev wrestlingindustrien styret af regionale promotorer. Der var en uskreven regel om, at hver promotor holdt sig til hvert sit territorium i USA. Sådan havde det foregået i årtier. McMahon havde dog andre og større visioner for sin wrestlingorganisation. I 1963 havde organisationen revet sig løs fra National Wrestling Alliance (NWA), der var et organ, som samlede mange af USAs og Japans store wrestlingorganisationer under ét. NWA promoverede også én verdensmester (NWA World Heavyweight Championship).
Vince McMahon begyndte at udvide organisationen til et nationalt plan ved at afvikle shows uden for WWF's traditionelle territorium i den nordøstlige del af USA. Samtidig skrev han kontrakt med en række wrestlere fra andre wrestlingorganisationer, heriblandt American Wrestling Association (AWA). I 1984 rekrutterede han Hulk Hogan til at blive WWF's nye superstjerne, og de blev mødt af hadske wrestlingpromotorer, der var sure over, at WWF afholdt shows rundt omkring i hele USA. Samtidig sørgede McMahon for at få store popstjerner til at blive draget ind i WWF's storylines på tv, og som resultat heraf blev WWF kendt i hele USA og fik sig et mainstream-publikum med hjælp fra musikkanalen MTV. I marts 1985 afholdt WWF for første gang WrestleMania i Madison Square Garden i New York. WrestleMania blev en kæmpe succes, og WWF var nu klart den førende wrestlingorganisation i verden, og Hulk Hogan var blevet et kæmpestort popikon og forbillede for mange børn. 
Mod slutningen af 1980'erne formede McMahon WWF sådan, at organisationen leverede en unik form for sportsunderholdning, der henvendte sig til børn og familier. Samtidig fik han tiltrukket en masse tv-seere, der ikke nødvendigvis var traditionelle wrestlingfans. Ved at sørge for at hans wrestling-storyline toppede, når WWF havde et stort show på programmet, kunne han tjene penge på at sælge pay-per-view-shows. McMahons måde at sælge sine shows på tv på revolutionerede alle sportsgrene og måden, som amerikanerne så tv på. Samtidig gjorde det ham til multimillionær. 
I 1987 slog Vince McMahon alle rekorder, da han fik 93.173 tilskuere til at betale for at komme ind og se WrestleMania III, hvor Hulk Hogan og André the Giant mødtes i en historisk VM-titelkamp om WWF Championship i showets main event. 

#### Attitude Era i 1990'erne
I 1990'erne lå Vince McMahons WWF i direkte konkurrence og seerkrig mod Ted Turners World Championship Wrestling, og efter nogle hårde år i branchen fik han mod årtiets afslutning overtaget, da han igangsatte en helt ny strategi, der henvendte sig mere til voksne frem for børn. Konceptet blev kendt som "The Attitude Era", og Vince McMahon var selv med til at starte den nye æra, da han manipulerede med resultatet i en VM-titelkamp mellem Bret Hart og Shawn Michaels i, hvad der senere blev kendt som Montreal Screwjob. Fra det tidspunkt var Vince McMahon, der i årevis havde nøjes med rollen som tv-kommentator og ikke offentligt anerkendt, at han ejede WWF, en del af organisationens storylines som den onde Mr. McMahon. Han begyndte senere en fejde med WWF's største stjerne, Steve Austin. Det blev en kæmpe succes for WWF, og organisationen blev endnu en gang del af USA's nationale popkultur med millioner af tv-seere, ligesom WWF havde nydt godt af i 1980'erne. 

### Andre forretninger
I 2000 gik Vince McMahon uden for wrestlingbranchen og forsøgte at starte en liga med amerikansk fodbold. XFL startede i februar 2001, men blev ikke den store succes og holdt kun én sæson. 
I marts 2001 købte Vince McMahon sin nærmeste konkurrence på det amerikanske marked, World Championship Wrestling, der var ved at gå fallit. Tre dage senere blev hans "sejrstale" efter Monday Night Wars (en tv-seerkrig mellem WWF og WCW) vist samtidig på både WWF's Monday Night Raw og WCW Monday Nitro, organisationernes ugentlige tv-programmer mandag aften. Kort tid efter gik Extreme Championship Wrestling konkurs, og Vince McMahon erhvervede sig også den sidste konkurrent på det amerikanske marked. 
I 2010 offentliggjorde Vince McMahon planerne om at starte en tv-station i form af WWE Network. Planen er, at WWE Network skal lanceres i 2012.

## Wrestlingkarriere

### United States Wrestling Association (1993)
Selv om gimmicken som Mr. McMahon markerede første gang, at Vince McMahon havde fremstået som en heel i WWF, havde WWF-ejeren i 1993 fejdet med den senere tv-kommentator Jerry "The King" Lawler i en storyline, der foregik mellem WWF og United States Wrestling Association (USWA). Som en del af storylinen sendte McMahon en række WWF-wrestlere til USWA i Memphis, hvor McMahon skulle forsøge at fjerne Lawler fra "tronen" som "kongen af wrestling". Det var første gang, at McMahon fysisk blandede sig i kampe. I USWA blev McMahon aldrig direkte anerkendt som ejeren af WWF – dengang var han almindeligt kendt som WWF's primære tv-kommentator. Fejden mellem Lawler og McMahon foregik i USWA, og der blev ikke talt om fejden på WWF's tv-progrmamer. Samarbejdet mellem Lawler og McMahon opførte pludseligt, da Lawler blev anklaget for at have voldtaget en ung pige i Memphis. Han vendte dog tilbage til WWF kort tid efter, da det viste sig, at pigen havde løjet. 

### Montreal (1997)
Ved WWF's Survivor Series i november 1997 var Bret Hart programsat til at forsvare WWF Championship mod ærkerivalen Shawn Michaels. Under VM-titelkampen rejste Vince McMahon sig fra sin kommentatorstol ved ringside og beordrede dommer Earl Hebner til at give sejren (og dermed også VM-titlen) til Shawn Michaels, selv om Bret Hart åbenlyst ikke havde givet op. Den mangeårige WWF-wrestler Bret Hart var på vej væk fra organisationen, da han havde skrevet kontrakt med World Championship Wrestling (WCW), og Bret Hart og Vince McMahon havde i dagene op til kampen ikke kunnet enes om, hvordan den skulle afgøres. Hart nægtede at tabe til Michaels, og McMahon ville ikke risikere, at Hart tog WWF Championship med sig til konkurrenten WCW, der året forinden havde overhalet WWF som verdens førende wrestlingorganisation. Episoden gjorde Vince McMahon (Mr. McMahon) til en af de mest hadede personligheder i wrestlingbranchen, og den har senere fået navnet Montreal Screwjob. 

### Steve Austin vs. Mr. McMahon (1997–1999)
Tekst mangler, hjælp os med at skrive teksten